# Dipnelix pertricosa
Dipnelix pertricosa är en snäckart som beskrevs av Tom Iredale 1937. Dipnelix pertricosa ingår i släktet Dipnelix och familjen Charopidae. IUCN kategoriserar arten globalt som otillräckligt studerad. Inga underarter finns listade i Catalogue of Life.